# Marquesado de Peraleja
El marquesado de Peraleja es un título nobiliario español creado por el archiduque-pretendiente Carlos de Austria, con el vizcondado previo de Peraleja, en favor de Juan José de Parada y Mendoza, regidor perpetuo de Huete, el 11 de abril de 1707 por real decreto y el 15 de marzo de 1712 por real despacho.
Su denominación hace referencia al municipio de La Peraleja en la provincia de Cuenca, España, sobre cuyo «señorío, jurisdicción y rentas» su primer titular solicitó al archiduque un título nobiliario, por tener allí la mayor parte de su mayorazgo y hacienda de campo, en compensación de los percances que su familia venía padeciendo.

## Marqueses de Peraleja
|                                 | Titular                        | Periodo                        |
| Creación por Carlos de Austria  | Creación por Carlos de Austria | Creación por Carlos de Austria |
| ------------------------------- | ------------------------------ | ------------------------------ |
| I                               | Juan José de Parada y Mendoza  | 1707-1716                      |
| Confirmación por Isabel II      |                                |                                |
| II                              | Manuel Mon                     | 1866-1876                      |
| Rehabilitación por Alfonso XIII |                                |                                |
| III                             | Luis Mon y Calderón            | 1898-1908                      |
| IV                              | María Luisa Mon y Rivera       | 1911-1977                      |
| V                               | Carlos García Mon              | 1983-1999                      |
| VI                              | Manuel Parada y Luca de Tena   | 2007-2015                      |
| VII                             | Isabel de Rada y Gallego       | 2020-presente                  |

## Historia de los marqueses de Peraleja
- Juan José de Parada y Mendoza (Madrid, 27 de marzo de 1676-Viena, c. 1716), I marqués de Peraleja, paje y caballerizo del rey (1690) y regidor perpetuo de Huete, por cesión de su padre.[5] Era hijo de Juan Antonio de Parada, caballero de Santiago, y su esposa Francisca de Olivares.[6]

Casó el 4 de mayo de 1698, en la parroquia de San Martín de Madrid, con Sebastiana de Baraez, hija de Nicolás de Varaez o Baraez y Molinet, caballero de Santiago y del Consejo del rey en el Real de Indias, y de Feliciana Suárez y Canicia. Con ella tuvo ocho hijos. Su sucesor en el mayorazgo fue:
- Juan Antonio de Parada y Baraez (23 de octubre de 1705-1771), regidor de Huete, teniente de corregidor y superintendente general de rentas del partido, que no se título marqués de Peraleja. Caso en dos ocasiones: en primeras nupcias, con Josefa Cañizares el 29 de septiembre de 1727, en Cuenca, y en segundas, con Antonia Francisca de Hinojosa, el 21 de noviembre de 1736, en Madrid. De su último enlace tuvieron seis hijos, entre ellos a:

- María Ventura Mercedes de Parada (17 de abril de 1754-1814). Casó en dos ocasiones: en primeras nupcias, con Pedro Prudencio de Taranco y Otañez (m. 1786), en 1780, y en segundas, con Estanislao de Velasco y Coello, el 1 de febrero de 1787, en Madrid. De su último enlace tuvo tres hijos, entre ellos a:

- María Matilde de Velasco (1790-1865), camarista de la reina desde 1819. Casó el 29 de julio de 1823 con Luis Fernando Mon y del Hierro, IV conde del Pinar, con quien tuvo siete hijos, entre ellos a:

- Manuel Mon (1831-1902), funcionario de Hacienda con destino en Filipinas. Contrajo matrimonio en dos ocasiones: en primeras nupcias, con Dolores Calderón, el 3 de noviembre de 1860, en Manila, y en segundas, con Ana Ponce de León y Velázquez-Gaztelu, por real licencia por hijo de los condes del Pinar en 1866.

El citado Manuel Mon fue confirmado marqués de Peraleja por real carta del 9 de mayo de 1866, en virtud del artículo IX del tratado de Viena de 1725, por el cual «las dignidades que durante el curso de ella [la Guerra de Sucesión Española] se hubiesen conferido a los súbditos por uno y otro Príncipe les han de ser conservadas enteramente en adelante y mutuamente reconocida». A esta confirmación le siguió una solicitud para que se le extendiera la real carta sin cláusula de sin perjuicio de tercero por tener parientes con mejor derecho, que no consiguió. El título, por falta de pago del impuesto especial de sucesiones, fue suprimido en 1876.
Del primer matrimonio de Manuel Mon nació Luis Mon y Calderón, quien, el 4 de febrero de 1898, obtuvo del rey Alfonso XIII la rehabilitación del título de marqués de Peraleja, sucediendo el 21 de julio del mismo año.
- Luis Mon y Calderón, III marqués de Peraleja (Manila, 21 de julio de 1861-Madrid, 1 de febrero de 1908), licenciado en Derecho y bachiller en Artes por la universidad Central.[14]

Casó el 24 de septiembre de 1887, en Sanlúcar de Barrameda, con María de los Dolores Rivera y Herrera, hija de José María Ribera y de Josefa Herrera. El 9 de octubre de 1911 le sucedió su hija:
- María Luisa Mon y Rivera (Cádiz, 1888-Madrid, 1977), IV marquesa de Peraleja.[16]

Casó en noviembre de 1915, en Madrid, con Francisco Utrilla y Carrasco. Sin descendientes. El 23 de noviembre de 1983, tras solicitud cursada el 16 de noviembre de 1979 (BOE del día 27) y orden del 9 de diciembre de 1980 para que se expida la correspondiente carta de sucesión (BOE del 14 de enero de 1981), le sucedió su sobrino, hijo de María Josefa Mon (1889-1956) y Carlos García y Peláez:
- Carlos García Mon (Madrid, 20 de diciembre de 1914-30 de noviembre de 1999), V marqués de Peraleja, VIII conde del Pinar, doctor en Medicina y alférez profesional durante la Guerra civil española.[16]

Falleció soltero. El 12 de noviembre de 2007, tras solicitud cursada el 27 de noviembre de 2004, y orden del 9 de marzo de 2007 para que se expida la correspondiente carta de sucesión (BOE del día 28 de ese mes), le sucedió:
- Manuel Parada y Luca de Tena, VI marqués de Peraleja, que renunció al título el 14 de julio de 2015.[20]

- Isabel de Rada y Gallego, VII marquesa de Peraleja